# Toxicodendron grandiflorum
Toxicodendron grandiflorum là một loài thực vật có hoa trong họ Đào lộn hột. Loài này được C.Y. Wu & T.L. Ming miêu tả khoa học đầu tiên năm 1979.